# چرا دخترها جواب رد می‌دهند
چرا دخترها جواب رد می‌دهند (انگلیسی: Why Girls Say No) یک فیلم کمدی صامت کوتاه آمریکایی به کارگردانی لئو مک‌کری است که در سال ۱۹۲۷ منتشر شد.
از بازیگران این فیلم می‌توان به اولیور هاردی، مارجوری داو، کریتن هالی، اسپک اودانل، ماکس داویدسون و نوآ یانگ اشاره کرد.